# Ursus (geslacht)
Ursus is een geslacht van roofdieren uit de familie van de beren (Ursidae). Vertegenwoordigers van dit geslacht komen voor in Eurazië en Noord-Amerika. 

## Soorten
- Ursus americanus Pallas, 1780 – Amerikaanse zwarte beer
- Ursus arctos Linnaeus, 1758 – Bruine beer
- Ursus maritimus Phipps, 1774 – IJsbeer
- Ursus thibetanus Cuvier, 1823 – Aziatische zwarte beer of Kraagbeer
- † Ursus spelaeus Rosenmüller, 1794 – Holenbeer, uit het Pleistoceen van Europa

## Naam
De wetenschappelijke naam van het geslacht werd 1758 gepubliceerd door Carl Linnaeus. "Ursus" is Latijn voor "beer". Linnaeus verwees naar onder meer Conrad Gesner, Ulisse Aldrovandi, Jan Jonston en John Ray, die allen ook al de naam "Ursus" gebruikten.

## Verwantschap
Soms worden alle soorten in aparte ondergeslachten geplaatst (Euarctos voor de Amerikaanse zwarte beer, Ursus voor de bruine beer, Thalassarctos voor de ijsbeer en Selenarctos voor de kraagbeer), maar dat is niet gebruikelijk.
De lippenbeer (Melursus ursinus) en de Maleise beer (Helarctos malayanus) zijn naar alle waarschijnlijkheid het nauwste verwant, terwijl de twee andere nog levende grote beren, de reuzenpanda (Ailuropoda melanoleuca) en de brilbeer (Tremarctos ursinus), zich op grotere afstand bevinden.